# Лисянський Платон Юрійович
Лисянський Платон Юрійович (1820 — 22 лютого 1900) —  адмірал російського флоту (1892), мореплавець, реформатор, гуманіст, філантроп. Син видатного українського мореплавця, учасника та одного з керівників першої в історії Російської імперії навколосвітньої подорожі Юрія Федоровича Лисянського (1773-1837).

## Біографія
Народився у Санкт-Петербурзі у 1820 р., був наймолодшим сином видатного українського мореплавця, учасника та одного з керівників першої в історії Російської імперії навколосвітньої подорожі Юрія Федоровича Лисянського (1773-1837). По закінченні Морського кадетського корпусу (1836) Платон Лисянський служив мічманом гвардійського флотського екіпажу в Санкт-Петербурзі. у 1840-1842 рр. на пароплаві «Невка» плавав поміж С.-Петербургом та Кронштадтом. 1841 року на корветі «Князь Варшавський» перейшов з Кронштадту до Копенгагена та голландських берегів. 19 квітня 1842 року отримав чин лейтенанта. Невдовзі за особистим проханням був переведений на Чорноморський флот. У 1842 році проходив службу на шхуні «Вісник». Під час кампанії 1843 року на кораблі «Силістрія», корветі «Іфігенія» та фрегаті «Агатополь» крейсував у Чорному море. У 1844-1846 роках на корветі «Олівуца» здійснив  перехід від Севастополя до Константинополя, потім крейсував у Середземному морі та здійснив перехід до Кронштадту. Від 1842 служив ад'ютантом при начальнику штабу Чорноморського флоту контр-адміралові С.Хрущові. Під час кампанії 1847 року на пароплаві «Северная звезда» та фрегаті «Кагул» плавав у Чорному морі. У 1848 році на посаді старшого офіцера бригу «Персей» крейсував біля східного берегу Чорного моря.1849 року став ад'ютантом головнокомандуючого Чорноморського флоту й портів адмірала М.Лазарєва. Був направлений до Великої Британії для закупівлі там 2-х військ. гвинтових пароплавів для Дунайської гребної флотилії. 1853 звільнений з регулярного флоту. Працював чиновником для особливих доручень в Московському учбовому окрузі, ад'ютантом вице-адмірала Великого князя Костянтина Миколайовича. З початком Кримської війни 1853-1856 в чині капітан-лейтенанта служив на Балтійському флоті,  був начальником штабу адмірала Матькова, начальником загону гвинтових канонерських човнів. З 1854 редагував журнал «Морской сборник». 1855 року, з приходом до управління флотом й морським відомством великого князя генерал-адмірала Костянтина Миколайовича, у флоті було проведено низку реформ. Вітрильники почали замінювати паровими суднами, було скорочено наявний склад берегових команд, спрощено діловодство з морських справ, уведено емеритальні (пенсійні) каси, заборонено тілесні покарання матросів. За цих умов кар'єра Лисянського як «досвідченого та здібного воєнно-морського офіцера, що має відмінну освіту» (так характеризувало його начальство) швидко пішла вгору. 1856 його відправили до Італії і Франції для закупівлі гвинтових фрегатів. Вивчивши можливості різних суднобудівних фірм, він зупинився на фірмі «Collas et C0», що поблизу м. Бордо (Франція) будувала дерев'яні військові фрегати, озброєні нарізною артилерією. Переговори з фірмою пройшли успішно, й П.Лисянський за дорученням Адміралтейства вже в чині капітана 1-го рангу був призначений спостерігачем за побудовою гвинтового фрегата «Світлана» та виконувачем обов'язків його командира. Фрегат будував досвідчений французький корабел Арман. Весною 1859 року Лисянський привів фрегат до Кронштадту. 
1847 року нагороджений орденом Св. Анни III ступеня. 1858 року капітан 1-го рангу Платон Лисянський був нагороджений орденом Св. Володимира III ступеня. У 1858 році був постійним членом Вченої ради Морського міністерства. Згодом став Дійсним членом Російського географичного товариства. 4 квітя 1861 року Платон Лисянський отримав звання контр-адмирала з призначеням перебувати при генерал-адміралові великому князі Костянтині Костянтиновичі та із залишенням при всіх зайнятих посадах. 19 квітня 1864 року нагороджений орденом Св. Станіслава I ступеня та пожалуваний хрестом «За службу на Кавказі». 26 грудня 1866 року призначений членом кораблебудівного відділення Морського Технічного комитету. 28 березня 1871 року нагороджений орденом Св. Анни I ступеня. 1 січня 1874 року отримав чин віце-адмірала. 1 січня 1877 року нагороджений орденом Св. Володимира II ступеня. 20 квітня 1880 року нагороджений орденом Білого Орла. 7 вересня 1881 року призначений членом Адмиралтейської ради. 15 травня 1883 року нагороджений орденом Св. Олександра Невського з пожалуванням 18 лютого 1887 року діамантових знаків до ордена. 1 січня 1892 року отримав звання адмірала регулярного флоту. 14 травня 1896 року «в воздаяние свыше полувековой отлично-усердной службы» нагороджений орденом Св. Володимира I ступеня. 
У 1860-ті рр. опублікував статті «Декілька слів про морське виховання в Росії» та «Про перетворення лінійних кораблів на броненосні» (обидві в «Морском сборнике»).  Входив до правління Російського товариства пароплавства і торгівлі, сприяв переведенню вітрильного торгового флоту на парову тягу. 1883 року передав архів і портрет свого батька. навколосвітнього мореплавця Юрія Федоровича Лисянського, написаний В.Боровиковським (1809), до Петербурзького військово-морського музею. Був відомий своєю благодійницькою та філантропічною діяльністю, на яку віддавав значну частину свого часу та коштів. Власним коштом заснував та утримував два дитячих притулки у Санкт-Петербурзі - на честь Святого благовірного князя Михаїла Чернігівського та в пам'ять отрока Василія (свого передчасно померлого сина).
Помер Платон Юрійович Лисянський 22 лютого 1900 року. Похований на Смоленському православному цвинтарі у Санкт-Петербурзі.